# Callichthyinae
Sous-famille
Les Callichthyinae sont une sous-famille de poissons-chats d'eau douce.

## Liste des genres
- Callichthys Scopoli, 1777
- Dianema Cope, 1871
- Hoplosternum Gill, 1858
- Lepthoplosternum Reis, 1997
- Megalechis Reis, 1997